# Janne "Loffe" Carlsson
Janne ”Loffe” Carlsson (oprindeligt Jan Edvard Carlsson, født 12. marts 1937 i Katarina sogn i Stockholm, død 31. august 2017 i Kristianstad) var en svensk skuespiller, musiker, komponist, billedkunstner og annoncør.

## Biografi
Carlsson var søn af metalpladearbejderen og svenske mestere i vægtløftning Erik Carlsson (1893–1953) og Tyra, født Törnkvist (1901–81). Han var bror til Leopold Fare, onkel til Michael Fare og onkel til Pär Isberg. Han blev gift i 1969–1988 med kunstneren Eva Ljungdahl (født 1946). Han boede derefter hos Gurianne Sandven (født 1960). Han er bedstefar til Peter Settmans to ældste børn.
Kælenavnet "Loffe" stammer fra den rolle, han spillede i tv-serien Någonstans i Sverige 1973-1974 instrueret af Bengt Lagerkvist - og den karakter er til gengæld opkaldt efter skuespilleren Elof Ahrle. Han har boet i beboelsessamfundet Öllsjö i Skepparslöv sogn uden for Kristianstad siden 2002. I januar 2010 blev han tildelt H M Kongens medalje i guld af 8. størrelse (Kon:sGM8).
Carlsson har siden sin filmdebut i 1950 udført et stort antal roller, både komiske og tunge dramatiske. Blandt de komiske roller er Repmånad (1979) og Göta kanal (1981). Carlsson havde en af hovedrollerne i filmatiseringen af Stig Claessons romaner Vem Älskar Yngve Frej? (1973), På Palmblad Och Rosor (1976) og Henrietta (1983). Han blev virkelig populær gennem sin rolle som Loffe i miniserien Någonstans i Sverige (1973).
Han var vært for Melodifestivalen 1981 og lavede mange af sine egne tv-shows i 1970'erne og 1980'erne, herunder Lördagsblandning (1978), Janne Carlsson Show (1981), Loffe på Cirkus (1987) og Carlssons kula.
Janne Carlsson var også kendt som musiker, hovedsagelig trommer, men også trombone, fløjte og saxofon. Han spillede trommer med blandt andre Dexter Gordon, Johnny Griffin, Jimi Hendrix, Ewan Svensson og Don Byas. I 1960'erne spillede han også med gruppen Pärson Sound, som til sidst skiftede navn til Träd, Gräs och Stenar. Sammen med organisten Bo Hansson havde han succes med duoen Hansson & Karlsson, der spillede et par gange med Jimi Hendrix.
I 1975 udgav han fire humoristiske plader på grammofonfirmaet Toniton. Disse festplader indeholder covers, hvor Carlsson synger og spiller trommer sammen med sit bigband Space-Chrystal-Sounds. Musikken er konsekvent jazzpåvirket. I 1980 udgav han soloalbumet Strikt Kommersiell. En af sangene "Är Du Glad Ska Du Sjunga", som også var en signatur i flere af Carlssons tv-programmer, endte på Svensktoppen.

## Diskografi

### Solo
- 1975 - Loffes Dance Party and fun - Toniton, Ton LP 5503
- 1975 - Loffe Goes Latin America - Toniton, Ton LP 5504
- 1975 - Loffe Plays Pop and Party Hits - Toniton, Ton LP 5505
- 1975 - Loffe Plays Glenn Miller - Toniton, Ton LP 5506
- 1980 - Strikt kommersiell - Polar, POLS 329
- 1989 - 2 Sidor Carlsson - FMP Records – FS 102
- 2004 - My One and Only Love (Janne ”Loffe” Carlsson 4) - Dragon DRCD 393

### I forskellige konstellationer
- 1967 - Lidingö Airport - Hansson & Karlsson (singel)
- 1967 - Lars Werner Och Hans Vänner med Lars Werner (LP)
- 1967 - Monument - Hansson & Karlsson (LP)
- 1968 - P som i pop - Hansson & Karlsson (papsingle med en sang udgivet af Dagens Nyheter)
- 1968 - Rex - Hansson & Karlsson (LP)
- 1969 - Gold - Hansson & Karlsson (LP)
- 1969 - Man at the Moon - Hansson & Karlsson (LP)
- 1969 - Ja, dä ä dä med Pugh Rogefeldt - Metronome MLP 15.336
- 1969 - Visa Från Djupvik med Hawkey Franzén (LP)
- 1970 - Pughish med Pugh Rogefeldt - Metronome
- 1970 - Did You Give the World Some Love Today Baby med Doris
- 1971 - Won't You Step Inside med Heta Linjen (LP)
- 1971 - Med Kisa, Brass & Brudar med Heta Feta Linjen (LP)
- 1971 - Från Storstad Till Grodspad med Björn J:son Lindh (LP)
- 1971 - Club Jazz 4 med Lasse Werner Och Hans Vänner (LP)
- 1975 - 1964-65 med Bengt Ernryd Quartet (LP)
- 2008 - Vinn hjärta vinn med Pugh Rogefeldt
- 2009 - Live at Fasching med BC & Heartkeys - CD och LP multicolor vinyl (Border Music AB)

## Filmografi (udpluk)
- Jeg er lykkelig - rød (1970, også komponist)
- Paul Temple (tv-serie, 1971)
- Någonstans i Sverige (tv-serie, 1973-1974)
- Verdens bedste Karlsson (1974)
- Maria (1975)
- Drømmen om Amerika (1976)
- Høstmanøvren (1979)
- Katitzi (tv-serie, 1979-1980)
- Sverige åt svenskarna (1980)
- Sejled' op ad åen (1981)
- Græsenkemænd (1982)
- Henrietta (1983)
- Smuglerkongen (1985)
- Svindlande affärer (1986, også manuskriptforfatter)
- Kronvidnet (1989)
- Svenska hjältar (1997)
- Små mirakler og store (2006)
- Göta kanal 2: Kanalkampen (2006)
- Rallybrude (2008)
- Göta kanal 3 – Kanalkungens hemlighet (2009)